# IFK Umeå Bandy
IFK Umeå Bandy är en sektion under den svenska idrottsföreningen IFK Umeå. Andra bandyföreningar i staden är GUIF och Umedalens IF.

## Historik
När IFK Umeå bildades 1901 fanns bandyn med på programmet. Man hade sin storhetstid på 1930-talet då man bärgade 4 DM-guld under perioden 1931-1935 och 4 DM-silver 1930, 1936, 1937 och 1941. År 1966 begärde IFK Umeå utträde ur Svenska Bandyförbundet men sporten återupptogs i klubben 2009 då Umeå BS röstades in som ny bandysektion.

## Verksamhet
Klubben har ett A-lag i Division 1 Norra och i samarbete med Umedalens IF har man vissa säsonger även ett utvecklingslag i Division 2 Norra Norrland.
Sedan 2011 bedriver klubben damverksamhet på seniornivå. Damerna har inget representationslag på serienivå men har ställt upp i olika juniorserier.
IFK Umeå bedriver tillsammans med Umedalen en bandyskola för barn i åldrarna 6-9 år, men har ingen övrig ungdomsverksamhet.
Hemmaarena för IFK Umeå Bandy är Dragonfältet som är beläget vid Dragonens Idrottscentrum Väst på stan.

### Supportrar
Laget har en supporterklubb med namnet Ume Ninjas som bildades 2006.